# Оксамитное (Одесская область)
Оксамитное (укр. Оксамитне) — село, относится к Болградскому району Одесской области Украины.
Население по переписи 2001 года составляло 941 человек. Почтовый индекс — 68740. Телефонный код — 4846. Занимает площадь 0,75 км². Код КОАТУУ — 5121485501.

## Население и национальный состав
По данным переписи населения Украины 2001 года распределение населения по родному языку было следующим (в % от общей численности населения):
По Оксамитненскому сельскому совету: украинский — 8,70 %; русский — 52,70 %; белорусский — 0,07 %; болгарский — 19,44 %; гагаузский — 10,09 %; молдавский — 6,80 %.
По посёлку Оксамитное: украинский — 8,18 %; русский — 50,05 %; белорусский — 0,11 %; болгарский — 21,25 %; гагаузский — 11,48 %; молдавский — 6,48 %.
По посёлку Тополиное: украинский — 9,84 %; русский — 58,55 %; болгарский — 15,46; гагаузский — 7,03 %; молдавский — 7,49 %.

## Местный совет
68740, Одесская обл., Болградский р-н, с. Оксамитное, ул. Суворова, 10